# Inwang jesaekdo
L´éclaircie au mont Inwang après la pluie (Inwang jesaekdo, coréen : 인왕제색도) est une peinture de paysage réalisée par Jeong Seon à la fin du mois de mai 1751. Elle a été classée comme trésor national n° 216 et est conservée au musée d´art Ho-Am à Yongin à 40 km au sud de Séoul. Elle a été peinte au moment de la mort de son grand ami, le poète Yi Byeong-yeon (1670-29/5/1751).
Le mont Inwang (Inwangsan, 338 m d´altitude) est une colline située près du centre de Séoul, c´est l´endroit où vivait Jeong Seon pendant les dernières années de sa vie. La peinture représente la montagne en été après la pluie au moment où dans la vallée, le brouillard commence à s´épaissir. L´artiste utilisa des coups de pinceaux lourds et répétitifs orientés de haut en bas pour représenter les rochers mouillés par la pluie, mettant en valeur la lourdeur et l´immensité de la montagne. Le brouillard en blanc, dissimulant les quelques maisons du quartier de Jang-dong, forme un fort contraste avec les pics. Au pied des montagnes, on distingue les maisons du peintre et du poète.
Une postface a été écrite pour le tableau, probablement en 1802 à la mort du collectionneur Sim Hwan-ji (1730-1802) :

« Le mont Samgaksan anciennement Bukhansan, est détrempé par l´averse répandue par les nuages printaniers ; la verdure de dix mille pins enveloppe la maison dont l´occupant peint et écrit des poèmes, assis dans cette forêt brumeuse. »

## Sources
- (en) Cet article est partiellement ou en totalité issu de l’article de Wikipédia en anglais intitulé « Inwang jesaekdo » (voir la liste des auteurs).